# Markt Wald
Markt Wald là một đô thị ở huyện Unterallgäu bang Bayern, Đức.